# 875 North Michigan Avenue
875 North Michigan Avenue, od své existence do 12. února 2018 nesoucí název John Hancock Center, je stopodlažní mrakodrap s architektonickou výškou 343,7 metrů, nacházející se v USA, v Chicagu (Illinois), v severozápadní části downtownu, ve čtvrti Near North. Budova je umístěna v jedné z nejatraktivnějších obchodních čtvrtí města. Pro svou velikosti bývá přezdívána „Big John“ („Velký Jan“).

## Stavba
Výstavba mrakodrapu probíhala v letech 1965–1969 podle návrhu firmy Skidmore, Owings and Merrill (SOM). Hlavními konstruktéry byli americký architekt Bruce Graham a konstrukční inženýr Fazlur Rahman Khan s bangladéšskými kořeny, kteří mj. navrhli i o něco vyšší Willis Tower. Ústředním dodavatelem byla americká společnost Tishman Realty & Construction (Tishman Construction Co.). Ve fázi hrubé dostavby se přesně 6. května 1968 jednalo o druhou nejvyšší stavbu na světě, po Empire State Building, a vůbec nejvyšší obytnou budovu ležící mimo nejlidnatější město Spojených států (New York). Inaugurace proběhla dne 7. března 1970 a celkové stavební náklady se vyšplhaly na jednu miliardu USD.
V roce 1995 prošla budova částečnou renovací. Došlo k různým úpravám interiéru (viz lobby) i náměstíčka okolo budovy; parkoviště je lépe osvětleno, nově instalovaný 3,7 m vysoký vodopád tlumí hluk ulice a nové jsou i cesty pro pěší.

### Počátek stavby
V 50.–60. letech 20. století čelilo Chicago úpadku. Klesající populace, která se stěhovala do jiných lukrativnějších měst, výrazně ovlivnila zpracovatelský průmysl, čímž vzrostla nezaměstnanost a chudoba. V roce 1955 dostal nově zvolený starosta Richard Daley nelehký úkol, a sice vrátit městu život. S radou města se rozhodl k úplné přestavbě centra a obchodní čtvrti. Vývojář Jerry Wolman se chytil příležitosti a navrhl postavit budovy, vysoké dominanty, které jednak nikdo nepřehlédne a zároveň by dopřály žádaný luxus, byty a kancelářské prostory. Wolman dostal „zelenou“ a svůj návrh svěřil architektonické firmě Skidmore, Owings & Merrill (SOM), které důvěřoval a považoval ji za nejlepší v zemi. V původním plánu měly vzniknout dvě větší budovy. První 70patrová kancelářská budova a v těsném sousedství 45patrová bytová stavba, ale z hlediska toho, co by mohla nabídnout jedna, avšak podstatně vyšší budova, byl nakonec vzat do úvahy jediný dominantní mrakodrap. Nejprve se výstavba zdála až příliš nákladná, prakticky neuskutečnitelná, ale přední inženýři Bruce Graham a Fazlur Khan přišli s převratnou technologií – s novým strukturálním systémem, díky kterému budova může vyrůst do převratné výšky za mnohem nižší cenu, tedy s podstatně nižší spotřebou materiálu. Realizaci tak už nic nebránilo.
V průběhu stavby však došlo k závadě na konstrukci a k neočekávaným komplikacím. Čtyřměsíční zpoždění a dodatečné opravy za 11 milionů dolarů způsobily bankrot Jerryho Wolmana a budova byla prodána developerské společnosti John Hancock Mutual Life. Odtud původní, letitý název mrakodrapu. Více v kapitole Název budovy.

## Konstrukce a využití

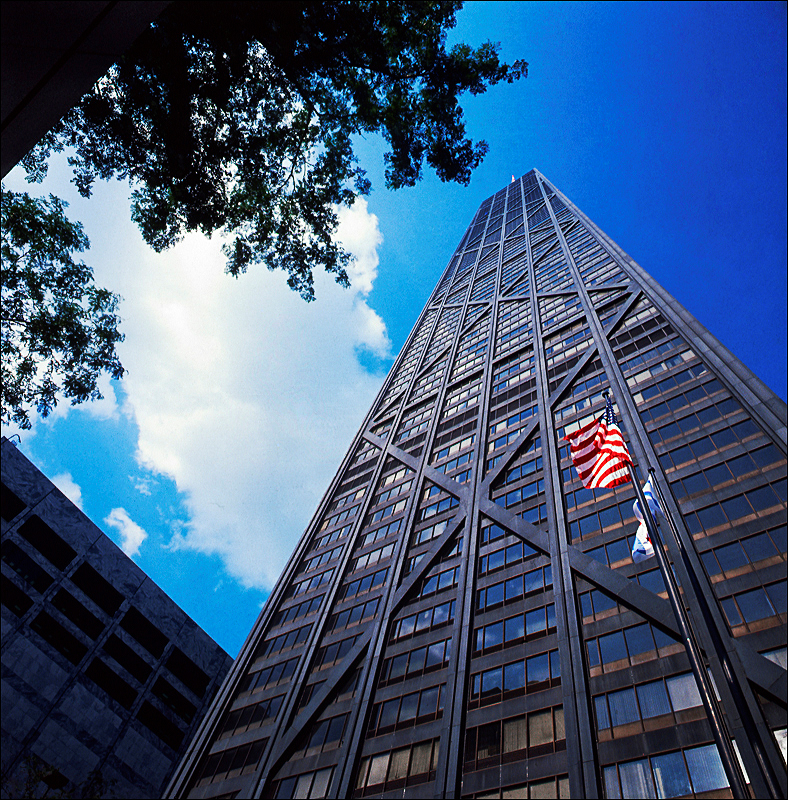
Tubusová konstrukce budovy s charakteristickými křížovými výztužemi

Na první pohled zaujme tvarem komolého jehlanu a vyčnívající strukturou nosníků ve tvaru písmene „X“ (úhlopříčnými výztužemi) na každé ze čtyř stran, které svazují sloupy dohromady. Všechny konstrukční prvky působí jako tuhý celek – ukázka inovativního tubusového systému, tzv. high-tech technologie. Tubusová konstrukce budovy podobná velkému retikulárnímu nosníku je navržena tak, že je schopna účinně absorbovat jak boční síly působené větrem, tak síly směřující dolů působené gravitací. Měla by odolat vichřici o rychlosti větší než 200 km/h, nebo případnému zemětřesení. Hmotnost samotné ocelové kostry mrakodrapu činí 41 731 tun a celková váha budovy se pak rovná 90 718 tun. Nedílnou součástí budovy jsou taktéž dvě zhruba 100 metrů dlouhé antény, televizní a rozhlasová. Průčelí je obloženo anodicky oxidovaným hliníkem a bronzově zabarvenými okny, kterých je celkem 11 452. Do nejvyššího stého patra se může člověk dostat rychlovýtahem firmy Otis Elevator Company (OTIS) v rychlosti 33 km/h (9,1 m/s) nebo po 1632 schodech.
K dubnu 2020 je čtvrtým nejvyšším mrakodrapem v Chicagu a třináctým v USA. Celosvětově už není ani v první padesátce (pozice cca 75. >). Po vrcholek jedné z větších antén sahá mrakodrap 875 North Michigan Avenue do výšky 457 metrů (přesně 457,2 m), po střechu je vysoký 344 metrů (přesně 344,11 m), ale uznávaná takzvaná architektonická výška budovy je 343,7 metrů. Nejvyšší patro se nalézá ve výšce 321 metrů nad zemí.
V budově se nachází obchody (1.–5. podlaží), garáže (6.–12. podlaží, 750 parkovacích míst), kanceláře (13.–43. podlaží), nejvýše položený krytý bazén Archivováno 11. 8. 2018 na Wayback Machine. v USA (44. podlaží, kde se nachází také sky lobby) a apartmány (44.–92. podlaží). Přímo na vrcholu, na 94., 95. a 96. patře, se postupně nachází vyhlídková terasa (observatoř 360° Chicago) s barem BAR 94 ve výšce 310–314 metrů nad zemí (přesně asi 313,8 m), prestižní restaurace Signature Room, kavárna Lavazza Espression Café a doprovodný bar Signature Lounge. 875 North Michigan Avenue je obsazen více než 700 byty, čímž je druhou nejvyšší bytovou stavbou na západní polokouli a devátou nejvyšší na světě (k dubnu 2020).

### Observatoř
Observatoř v 94. patře (známá jako 360° Chicago, nebo jen 360 Chicago) poskytuje nevšední výhled na celé město ze všech světových stran. Při pohledu na sever lze vidět Lincoln Park a bohatší čtvrtě s několika moderními obytnými mrakodrapy, směrem na východ rozsáhlé Michiganské jezero a jižně od mrakodrapu celý downtown – centrum města plné mrakodrapů. Západním směrem lze spatřit rozsáhlá předměstí. Popularitou tak trochu soutěží s nedaleko ležícím Willis Tower, v němž se nachází obdobné zázemí. Od svého patrně vyššího ocelového kolegy se však liší unikátní atrakcí zvanou TILT otevřenou v létě 2014. Jedná se o pohyblivou okenní platformu, která při pomalém chodu naklání člověka přes okraj fasády až do úhlu 30°. Návštěvník, který se předně chytí za boční madla, vidí pak ulici přímo pod sebou z výšky 310 metrů. Občerstvit se lze v baru zvaném BAR 94. Observatoř od července 2012 vlastní a provozuje francouzská společnost Montparnasse 56 Group, která ji koupila za 35–45 milionů dolarů.

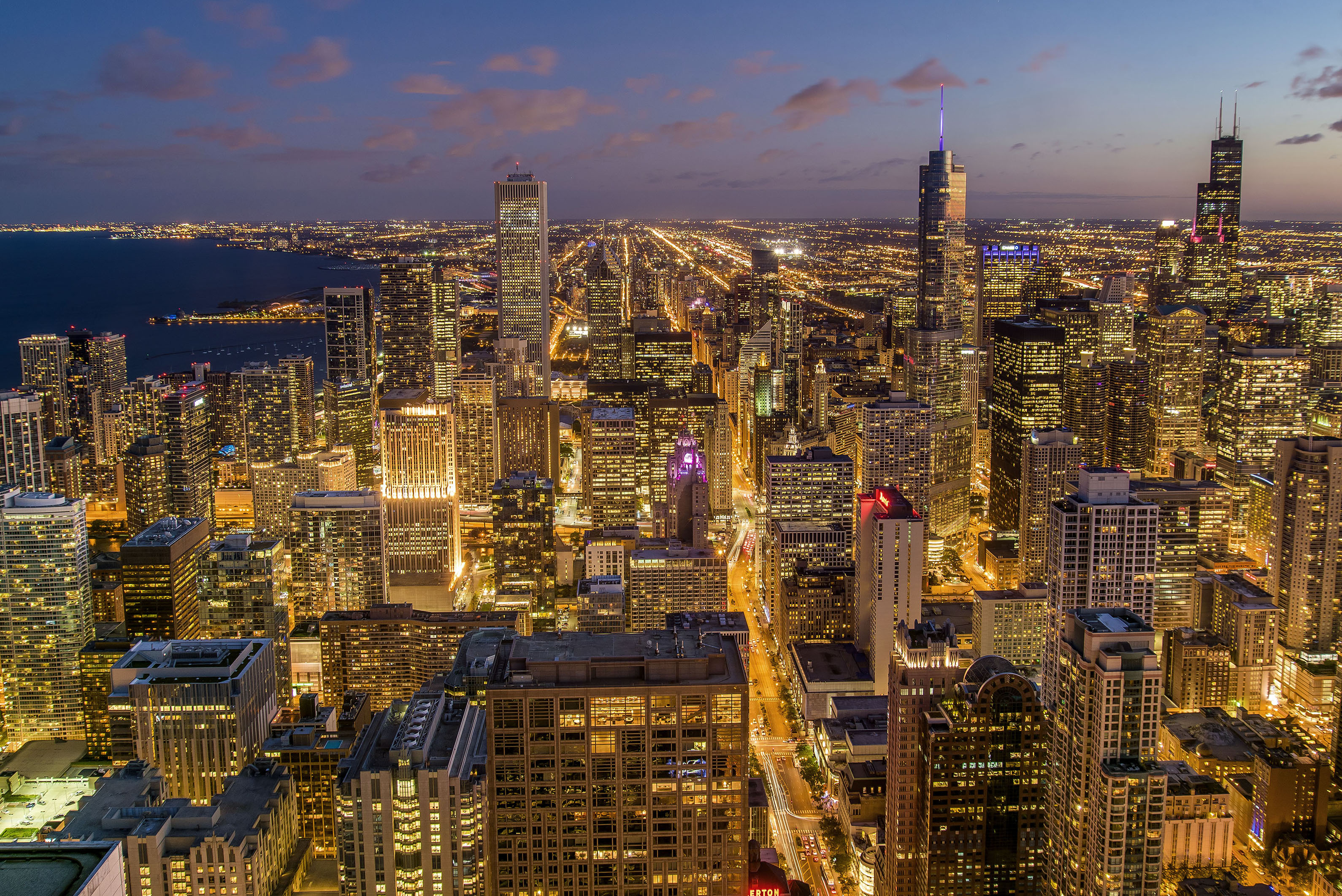
Výhled z úrovně observatoře: vlevo Aon Center, uprostřed Trump International Hotel and Tower a vpravo Willis Tower
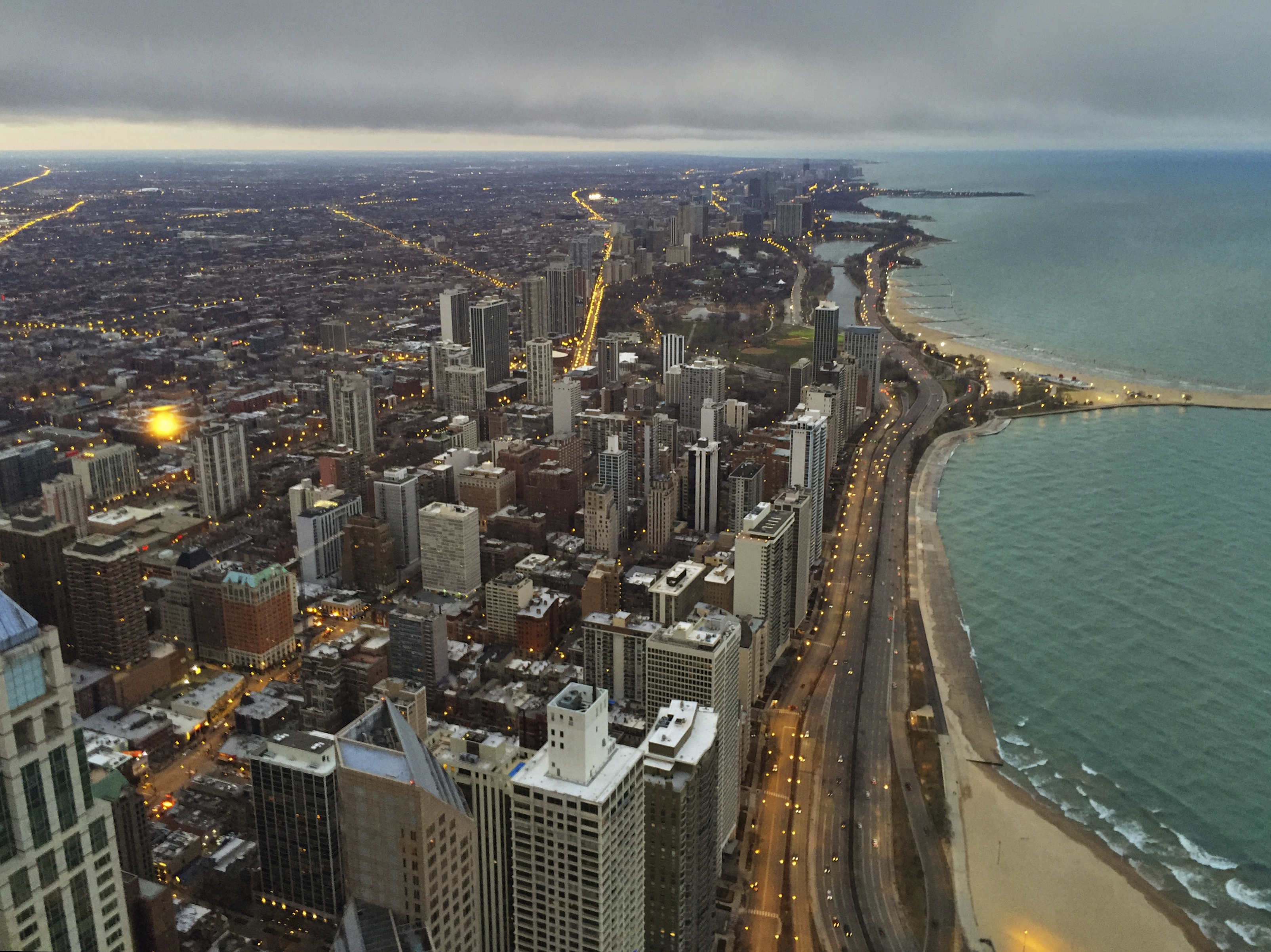
Výhled z úrovně observatoře
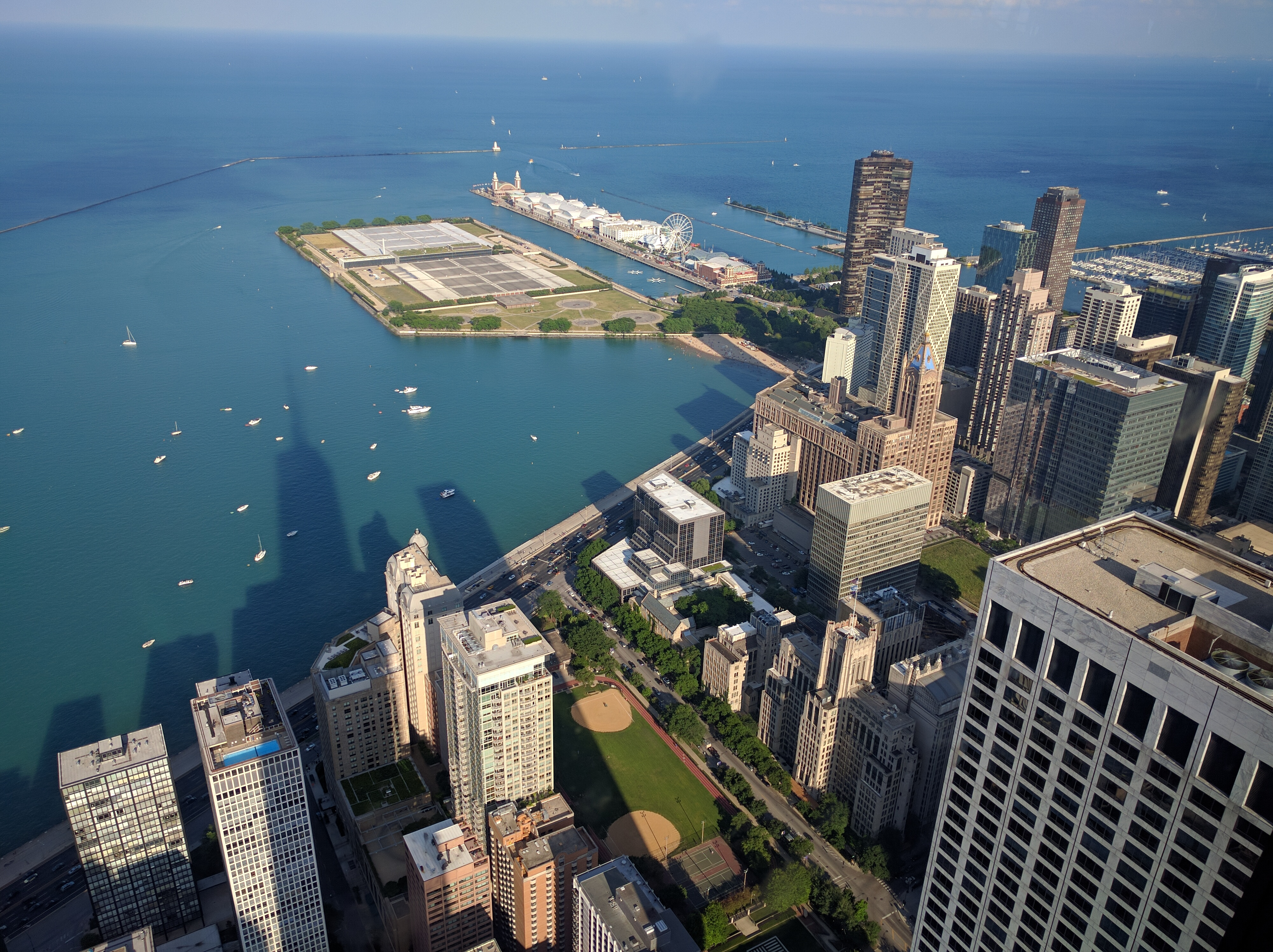
Výhled z úrovně observatoře

## Název budovy
Mrakodrap byl po dlouhou dobu pojmenován podle developera a původního nájemce. Tím byla pojišťovací společnost John Hancock Mutual Life Insurance Company, která v samotném názvu nese jméno prominentního vlastence Johna Hancocka. Avšak v roce 2018 bylo na požadavek ze strany společnosti kultovní jméno odstraněno. Prozatím je tak mrakodrap pojmenován na základě své adresy. V očekávání je nová dohoda na jmenovací právo.

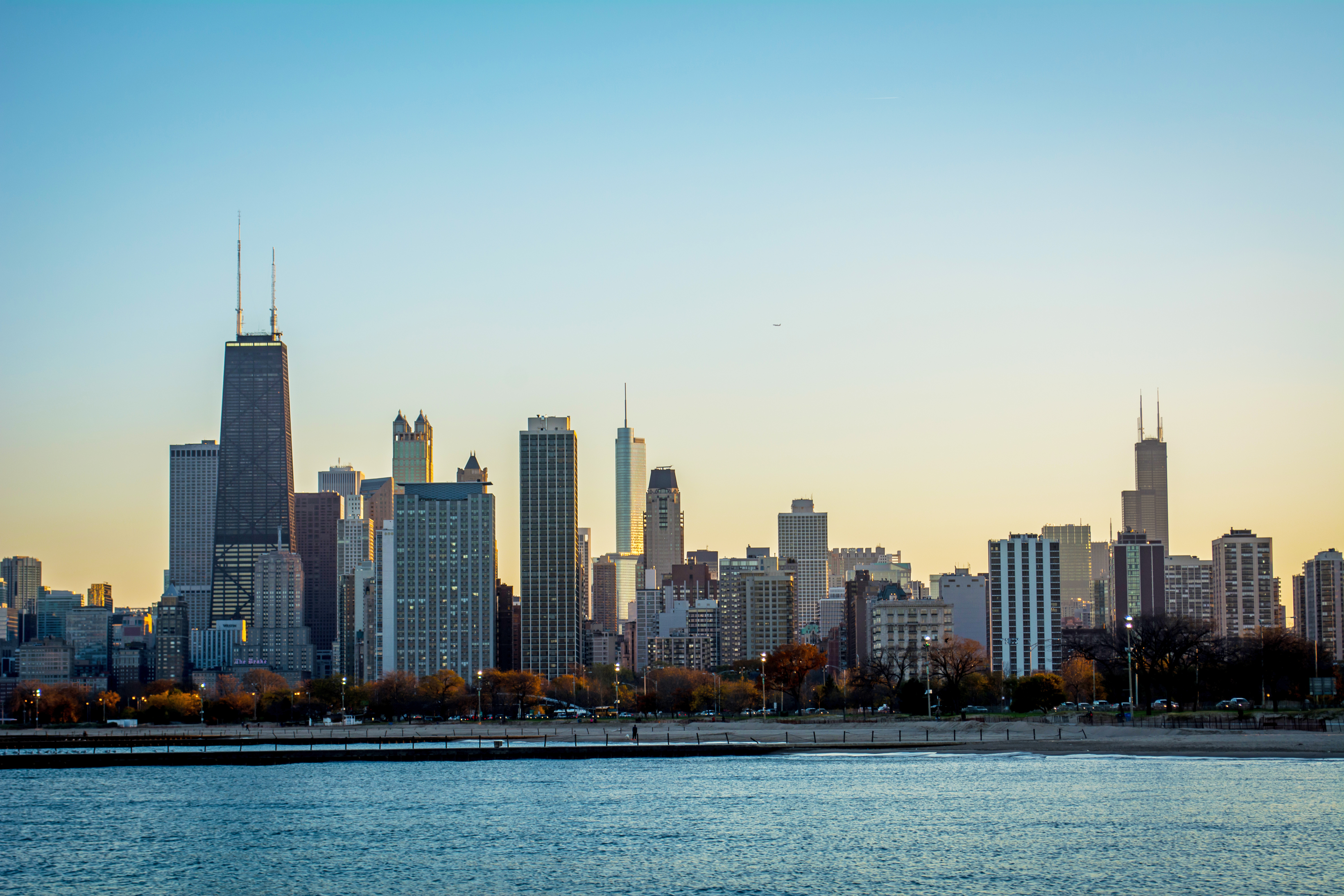
Vlevo 875 North Michigan Avenue, v pozadí Trump International Hotel and Tower a zcela vpravo Willis Tower

## Zajímavosti
- Prvním obyvatelem mrakodrapu se stal stavební inženýr Ray Heckla společně s jeho rodinou, který byl zodpovědný za 44. až 92. podlaží, kde se nacházejí byty. Odstěhoval se v dubnu 1969, těsně předtím, než byla budova dokončena.
- Na 44. patře se nachází nejvýše položený krytý bazén v Americe.
- Na 94. patře ve výšce 300 metrů se nachází umělé kluziště, otevřené v únoru roku 2013.[9]
- Mrakodrap je majitelem druhého nejrychlejšího výtahu v Severní Americe, který se na 95. patro dostane i za pouhých 38 sekund.[10] Předčí ho pouze modernější výtah užívaný v nejdražším mrakodrapu na světě, v budově One World Trade Center.
- Řada světel v bílých oknech nacházejících se těsně pod střechou mění barvy pro různé události (například během Vánoc svítí červeně a zeleně)
- Budova je jen částečně chráněná protipožárním systémem (v bytech nejsou zabudované sprinklery).[11]
- Každoročně, každou poslední neděli v únoru, se zde koná závod v běhu po schodech z přízemí do 94. poschodí (úroveň observatoře). Rekordní čas z roku 2007 je 9 minut a 30 sekund. Závodníci musí zdolat více než 1600 schodů.[4][12]

## Mimořádné události
- 11. listopadu 1981, v Den veteránů, americký horolezec Daniel Goodwin (známý jako Dan Goodwin) vystoupal po vnější stěně budovy až na vrchol (jištěný a s pomocí horolezeckého náčiní), aby upozornil na to, jak složité je zachránit lidi uvězněné v nejvyšších patrech mrakodrapu, tedy na jakousi absurditu u takto vysokých staveb.[13][14]
- 18. prosince 1997 byl americký herec a komik Chris Farley nalezen bez známek života ve svém bytě na 60. patře.
- 9. března 2002 se kvůli silnému větru uvolnila lana na lešení dlouhého 30,5 metrů, které bylo ukotvené na západní straně budovy na úrovni 42 . podlaží a sloužilo k renovaci fasády. Převrácené lešení se sice zastavilo o budovu, ale pádem se část lešení ulomila a také se poničil plášť budovy. Padající trosky, které dopadly na ulici, usmrtily tři osoby, z toho dvě mladé ženy sedící v osobním automobilu, a dalších sedm lidí bylo těžce zraněno. Soud obětem uznal odškodné ve výši 75 milionů USD.[15][16][17]
- 21. listopadu 2015 vypukl požár v jednom z bytů na 50. patře. Asi po hodině a půl se ho místním hasičům podařilo uhasit. Pět lidí utrpělo drobná zranění.[18]
- 11. února 2018 vypukl další požár, tentokrát v garážích v 7. patře. Na jeho likvidaci bylo zapotřebí na 150 hasičů.
- 16. listopadu 2018 se přetrhlo jedno ze sedmi ocelových lan u expresního výtahu, který zrovna převážel šest cestujících. Ve chvíli incidentu se výtah nacházel v 95. patře. Poté, co zafungoval bezpečnostní mechanismus, sjel výtah pozvolna dolů až do 11. patra, kde se zastavil. Odtud záchranné složky cestující osvobodily.[19]